# Monticello (Arkansas)
Monticello és una població dels Estats Units a l'estat d'Arkansas. Segons el cens del 2000 tenia 9.146 habitants.

## Demografia
Segons el cens del 2000, Monticello tenia 9.146 habitants, 3.592 habitatges, i 2.316 famílies. La densitat de població era de 329,1 habitants/km².
Dels 3.592 habitatges en un 32,5% hi vivien nens de menys de 18 anys, en un 42,5% hi vivien parelles casades, en un 18,3% dones solteres, i en un 35,5% no eren unitats familiars. En el 29,3% dels habitatges hi vivien persones soles l'11,2% de les quals corresponia a persones de 65 anys o més que vivien soles. El nombre mitjà de persones vivint en cada habitatge era de 2,37 i el nombre mitjà de persones que vivien en cada família era de 2,94.
Per edats la població es repartia de la següent manera: un 25,8% tenia menys de 18 anys, un 16,1% entre 18 i 24, un 25,9% entre 25 i 44, un 18,7% de 45 a 60 i un 13,4% 65 anys o més.
L'edat mediana era de 31 anys. Per cada 100 dones de 18 o més anys hi havia 83,5 homes.
La renda mediana per habitatge era de 26.821 $ i la renda mediana per família de 36.615 $. Els homes tenien una renda mediana de 32.029 $ mentre que les dones 21.546 $. La renda per capita de la població era de 16.113 $. Entorn del 14,8% de les famílies i el 20,1% de la població estaven per davall del llindar de pobresa.

## Poblacions més properes
El següent diagrama mostra les poblacions més properes.